# Верхняя Липица
Ве́рхняя Ли́пица (укр. Верхня Липиця) — село в Рогатинской городской общине Ивано-Франковского района Ивано-Франковской области Украины.
Население по переписи 2001 года составляло 1473 человека. Население по данным 2025 года составляло 1132 человека. Занимает площадь 15,238 км². Почтовый индекс — 77043. Телефонный код — 03435.
В селе расположен древний могильник Верхняя Липица, исследованный в 1889—1890 годах И. Коперницким. Имя села и могильника дало название липицкой археологической культуре.